# Elecciones estatales de Sonora de 2009
Las elecciones estatales de Sonora de 2009 fueron llevadas a cabo el domingo 5 de julio de 2009, simultáneamente con las Elecciones federales y en ellas fueron renovados los siguientes cargos de elección popular en el estado mexicano de Sonora:
- Gobernador de Sonora. Titular del Poder Ejecutivo del estado, electo para un periodo de seis años no reelegibles en ningún caso, el candidato electo fue Guillermo Padrés Elías.
- 72 Ayuntamientos. Compuestos por un Presidente Municipal y regidores, electos para un periodo de tres años no reelegibles para el periodo inmediato.
- Diputados al Congreso del Estado. Electos por mayoría relativa en cada uno de los Distrito Electorales.

## Resultados electorales

### Gobernador
|  | 47.6 % |

|  | 43.6 % |

|  | 3.9 % |

|  | 1.2 % |

|  | 0.5 % |

|  | 3.0 % |

|  | 99.8 % |

## Elecciones internas de los partidos políticos

### Partido Acción Nacional
El primer aspirante en manifestar su interés por ser candidato del PAN a gobernador de Sonora en 2009 fue el diputado federal y exalcalde de Agua Prieta, David Figueroa Ortega, quien hizo pública su aspiración desde mediados de 2007, posteriormente hizo el anuncio de sus intenciones el senador Guillermo Padrés Elías, después de ser frecuentemente mencionado. El 14 de febrero de 2008, la exalcaldesa de Hermosillo y Directora del Instituto Nacional para la Educación de los Adultos, María Dolores del Río, manifestó también su intención de alcanzar la candidatura del PAN a la Gubernatura;
y el 19 de febrero se le unió el diputado local y coordinador de la fracción panista en el Congreso de Sonora, Florencio Díaz Armenta, al anunciar formalmente su intención de buscar la candidatura a gobernador por su partido y su licencia al cargo de Diputado local. Sin embargo, el 16 de julio de 2008 David Figueroa Ortega anunció la declinación de sus aspiraciones a ser candidato a gobernador y su retiro de la contienda, y la aceptación del nombramiento de Cónsul General de México en San José, California que le ha hecho el presidente Felipe Calderón Hinojosa, sujeto a su aprobación en el Senado. Ante ello, el 21 de julio, David Figueroa anunció que respalda a María Dolores del Río en su intento de ser candidata a Gobernadora de Sonora.
El 31 de enero de 2009 se registró el primer aspirante a la candidatura a gobernador, Florencio Díaz Armenta, contando con el respaldo del exlíder nacional del PAN, Manuel Espino Barrientos; al día siguiente. 1 de febrero, se registró como precandidata, María Dolores del Río, expresidente municipal de Hermosillo.
El domingo 1 de marzo se llevó a cabo la primera jornada electoral para elegir al candidato del PAN en 16 municipios del centro de Sonora, obteniéndose los siguientes resultados:
|  | 35.00 % |

|  | 10.00 % |

|  | 53.00 % |

Ante los resultados, al día siguiente, 2 de marzo, María Dolores del Río anunció su declinación a seguir buscando la candidatura, aunque sin sumarse a ningún otro de los precandidatos; unas horas más tarde, el tercer postulante, Florencio Díaz Armenta, anunció también su declinación; quedando de esta manera como virtual candidato Guillermo Padrés Elías.

### Partido Revolucionario Institucional
El 14 de marzo de 2008 el senador Alfonso Elías Serrano aceptó públicamente que trabaja por ser candidato de su partido a gobernador de Sonora; al que se le unió el 2 de mayo del exsenador y exsecretario de Hacienda estatal Guillermo Hopkins, expresando el mismo deseo de participar en la elección del candidato a gobernador.
En el mismo tenor, el 17 de mayo de 2008, el diputado federal Carlos Zatarain González se unió a los anteriores manifestando su interés en la candidatura del PRI a Gobernador.
El 14 de septiembre Alfonso Elías Serrano anunció su solicitud de licencia al Senado para dedicarse a su precampaña, siendo formalmente presentada y aceptada dicha licencia el día 23 de septiembre; al día siguiente, 24 de septiembre, el exdiputado federal Julio César Córdova anunció que también competirá por la candidatura del PRI a gobernador. Respetando los tiempos marcados por la ley, el alcalde Ernesto Gándara Camou pidió licencia al ayuntamiento de Hermosillo para buscar ser candidato a Gobernador.
El 22 de enero de 2009 el PRI publicó oficialmente la convocatoria para la elección de su candidato a gobernador, estipulando que será mediante consulta abierta a la base que se realizará el día 8 de marzo, el registro será el día 4 de febrero y las campañas se realizarán entre el 6 de febrero y el 7 de marzo. El 5 de junio se realizó un Incendio de la Guardería ABC de Hermosillo, Sonora.
|  | 0.57 % |

|  | 64.48 % |

|  | 31.44 % |

|  | 1.01 % |

### Partido de la Revolución Democrática
Además de Petra Santos Ortiz, el único aspirante que expresó sus intenciones de ser candidato del PRD para Gobernador de Sonora fue el entonces diputado federal Carlos Ernesto Navarro López, quien lo expresó el 30 de junio de 2008. Finalmente el partido se decidió por Petra Santos Ortiz.

### Partido del Trabajo
El 15 de marzo el Partido del Trabajo llevó a cabo la elección de su candidato a gobernador, tienendo como resultado que Miguel Ángel Haro Moreno fue elegido por un total de 1,986 votos, mientras hubo 13 abstenciones, 3 votos a favor de Petra Santos y un voto nulo.